# Quema del raspajo
La Quema del raspajo es una antigua tradición de la localidad murciana de Las Torres de Cotillas, en España, que actualmente se alegoriza con la quema de un espantapájaros gigante, como colofón a las fiestas patronales en honor a Nuestra Señora de la Salceda y que procede de una antigua tradición que daba nombre a las fiestas de la localidad desde finales del siglo XVIII. 

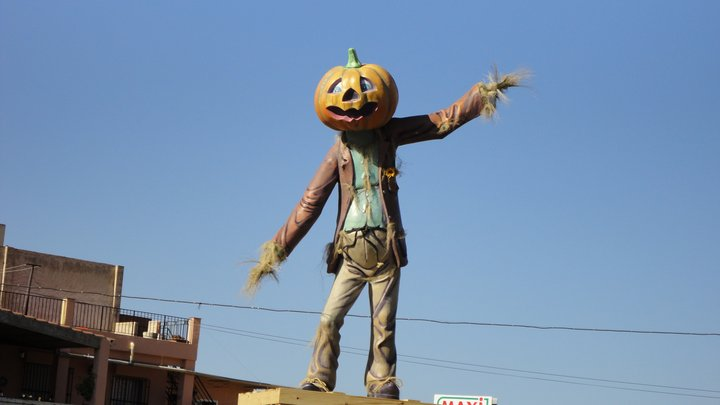
El Raspajo se coloca días previos a su quema para que vecinos y visitantes puedan fotografiarse con él.

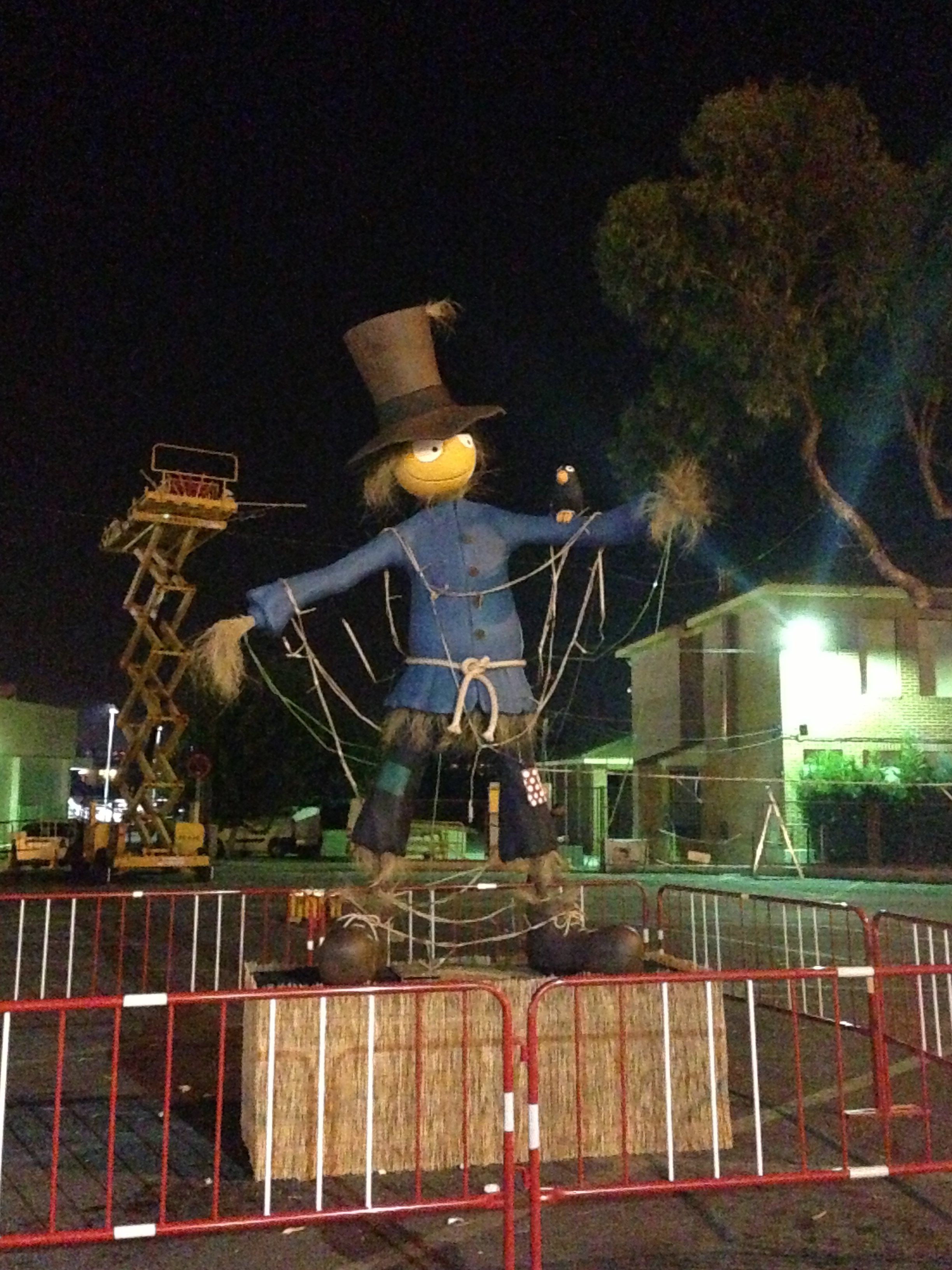
El Raspajo momentos antes de su quema en el año 2013

El raspajo es la raspa que queda del racimo después de quitarle las uvas. En este pueblo desde el siglo XV y hasta inicios del siglo XX era muy abundante el cultivo de la uva. La fiesta tradicional tal y como lo menciona la prensa de 1911[cita requerida] consistía: 

En la pisada pública de esos restos de la cosecha de la uva por parte de los mozos y mozas del pueblo y ofreciéndole el primer mosto de esa uva a la patrona, la Virgen de la Salceda.

 Actualmente nada queda de uva en la localidad y la Quema del raspajo quiere rememorar esa vieja tradición y pasado huertano, vendimiador y agrícola de la localidad. Esta tradición en forma de alegoría de la quema fue recuperada en el año 2003 y se ha convertido en un acto multitudinario y un claro emblema de las Fiestas Patronales de Las Torres de Cotillas. Es sin duda un evento variopinto y curioso de cuantos ocurren en España.

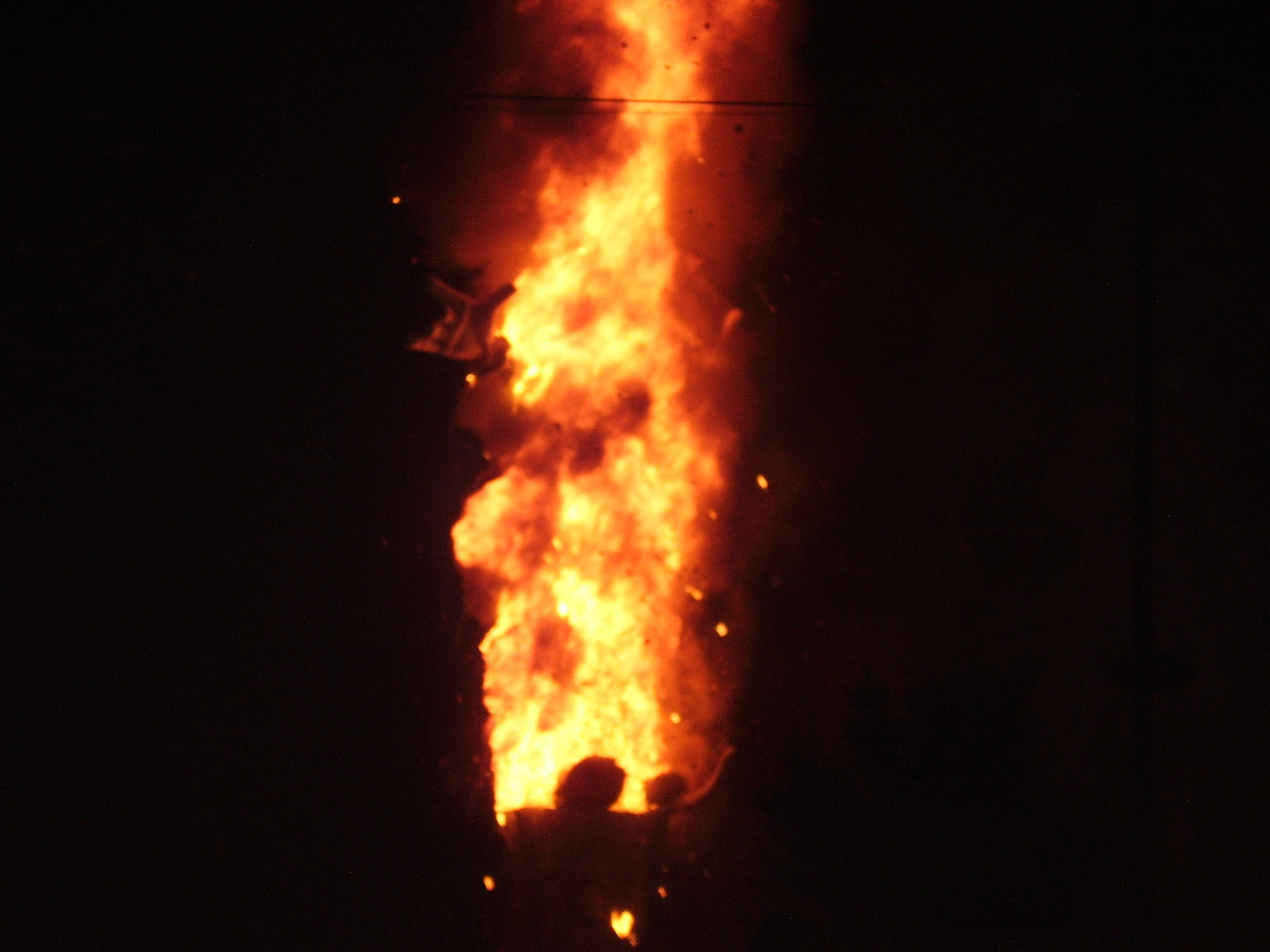
Tras el espectáculo piromusical y de fuegos artificiales el Raspajo se quema y concluyen las fiestas patronales de la localidad hasta el año siguiente.